# Dorfkirche Flessau

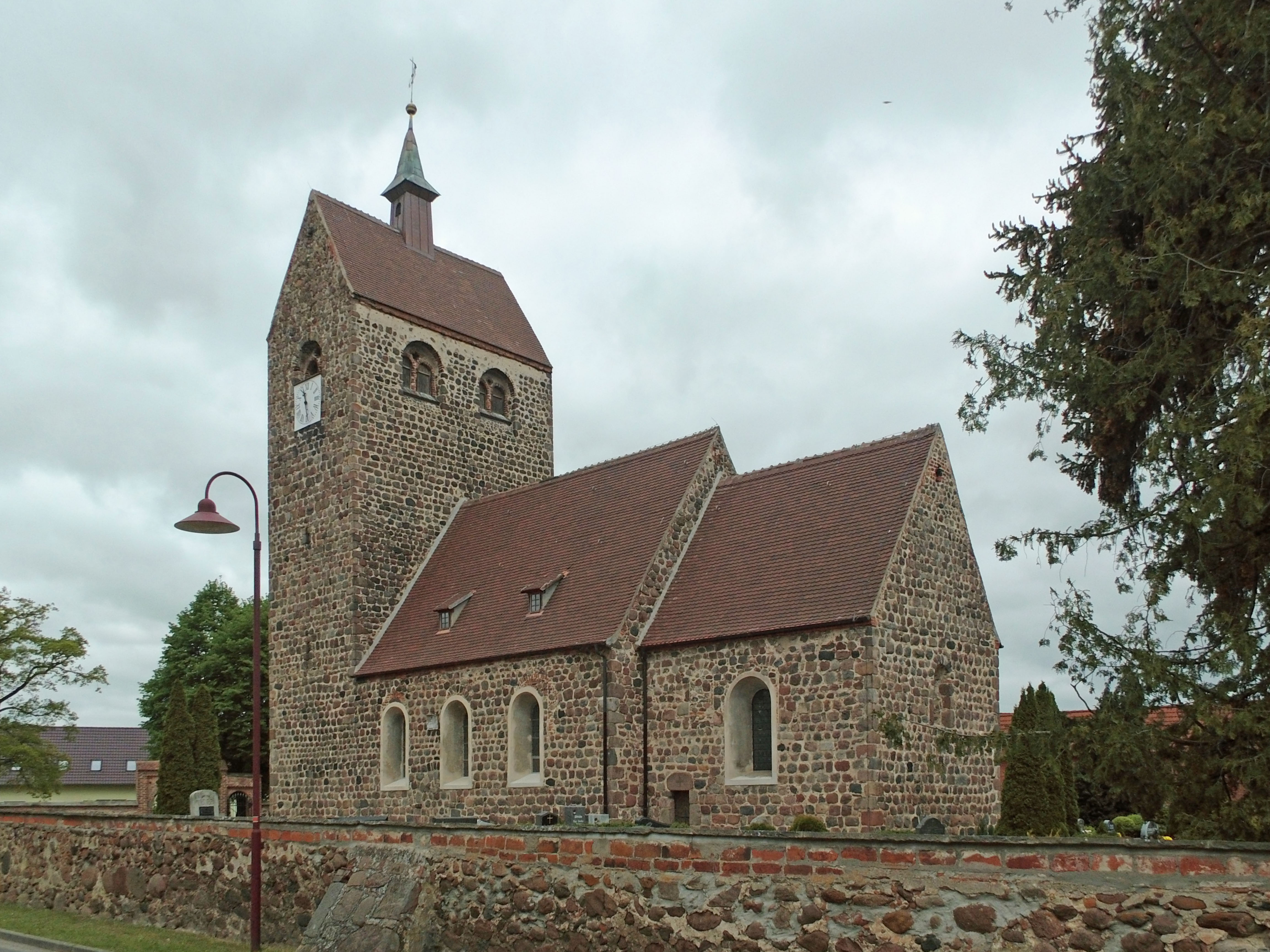
Dorfkirche Flessau

Die evangelische Dorfkirche Flessau ist eine romanische Feldsteinkirche im Ortsteil Flessau von Osterburg (Altmark) im Landkreis Stendal in Sachsen-Anhalt. Sie gehört zum Kirchspiel Bismark im Kirchenkreis Stendal der Evangelischen Kirche in Mitteldeutschland.

## Geschichte und Architektur
Die Dorfkirche Flessau ist ein stattlicher, sorgfältig ausgeführter spätromanischer Feldsteinbau, der aus einem hohen Westquerturm in Schiffsbreite, dem Saal und einem eingezogenen Rechteckchor besteht und 1230 geweiht wurde. Restaurierungen erfolgten in den Jahren 1866 und 1958. Die Weihe auf den heiligen Petrus wurde durch den Bischof Wilhelm von Havelberg vollzogen.
Das romanische Südportal ist vermauert und die Fenster wurden später vergrößert, in ursprünglicher Form sind nur die Priesterpforte mit dem Kreuzsymbol im Türsturz und das östliche Chorfenster erhalten; das Westportal stammt von 1866.
Das Schiff ist flachgedeckt, der Chor mit einem gebusten Kreuzrippengewölbe vermutlich aus dem 15. Jahrhundert abgeschlossen. Der Schlussstein des Chorgewölbes zeigt eine Darstellung der Muttergottes, der Triumphbogen ist mit kräftigen romanischen Kämpfern versehen.

## Ausstattung
Hauptstück der Ausstattung ist ein ädikulaförmiger barocker Altaraufsatz aus der Zeit um 1730. Er ist mit einem gesprengten Giebel mit Strahlenkranz und seitlichen bandelwerkartigen Akanthuswangen mit Flammenvasen versehen. Das Kreuzigungsgemälde stammt von 1927.
Die hölzerne Kanzel von 1663 ist in den Füllungen mit den Darstellungen der Evangelisten, des Mose und der Dreifaltigkeit bemalt. Das hölzerne Patronatsgestühl mit den Wappen derer von Bartensleben wurde 1652 geschaffen.
Vier Schnitzfiguren im Weichen Stil sind vermutlich Reste eines Retabels aus dem ersten Viertel des 15. Jahrhunderts und zeigen die Marienkrönung sowie zwei Apostel.
Drei Pastorengrabsteine wurden für Heinrich Julius Parnemann († 1669), Jordan Sambtleben († 1723) und Johann Christoph Perlberg († 1783) gesetzt.
Die klangschöne Bronzeglocke wurde 1675 von dem damals ortsansässigen Glockengießer Joachim Kraberg gegossen, der auch andere Orte der Altmark mit seinen Glocken belieferte. Die Flessauer Glocke trägt die Inschrift: „Zu rechter Zeit, wen ich bewegt, red' ich jedoch mein Zung' nicht schlegt. Mein Antlitz glänzet gantz, mein Rachen offen stehet, gantz eisern ist die Zung', sie donnert, wenn sie gehet. Freiwillig tu ich nichts, man muss mich ziehen wol wofern ich meine dienst und ampt verrichten soll.“
Zwei silbervergoldete Kelche stammen von 1676 und aus dem 16. Jahrhundert.
Das spätgotische Kirchhofportal aus Backsteinmauerwerk ist mit Durchfahrt und Fußgängerpforte versehen.